# リムショット
リムショットとはスネアドラムの奏法の一つである。スティックでスネアドラムのふち（リム）を叩く。
また和太鼓(特に大太鼓)においては、打面に対して平行にバチを持ち、打つ奏法である。
またリムショットにはいくつかの種類がある。
オープン・リムショット
スティックの先端がヘッド面を打撃すると同時に、手前の部分がリム（枠の部分）にも当たるように振り下ろすことで、独特の甲高い打音が得られる。ロックドラムのバック・ビートなどで用いられる。
クローズ・リムショット
通常とは逆にスティックを持ち、スティックのチップをヘッドに接するように置き、持ち手側でリムをヒットするのがポピュラーであるが、出したい音色などにより、通常のままヒットする場合もある。